# Compsomera speciosissima
Compsomera speciosissima är en skalbaggsart. Compsomera speciosissima ingår i släktet Compsomera och familjen långhorningar.

## Underarter
Arten delas in i följande underarter:
- C. s. speciosissima
- C. s. cyaneonigra